# Girlfriends (film 1978)
Girlfriends è un film del 1978 diretto da Claudia Weill.
Nel 2019 è stato scelto per la conservazione nel National Film Registry della Biblioteca del Congresso degli Stati Uniti. 
In una intervista rilasciata nel 1980 al quotidiano spagnolo El Pais,  Stanley Kubrick citò il film di Claudia Weill giudicandolo come “magnifico e stupendo, benché di scarso successo commerciale”.